# Transavia Denmark
Transavia Denmark ApS, также известная как Transavia.com Denmark или Transavia Denmark — датская бюджетная авиакомпания, работающая как дочерняя компания группы Transavia. Его основной аэропорт находился в аэропорту Каструп, Копенгагена. Transavia Denmark в основном выполняла регулярные и чартерные рейсы по направлениям отдыха. Штаб-квартира находилась в аэропорту Каструп, муниципалитет Торнбю. Полёты прекратились в 2011 году, хотя в Нидерландах и Франции они продолжаются.

## История
Авиакомпания начала деятельность 6 ноября 2008 года. Когда датская авиакомпания Sterling Airlines обанкротилась в октябре 2008 года, Transavia Airlines увидела хорошую возможность начать работу в Дании, после этого объявив, что начнет работу в кратчайшие сроки.

## Направления
Это список аэропортов, в которые летала Transavia Denmark (включая сезонные направления):
Австрия
- Инсбрук (аэропорт)
- Аэропорт Зальцбург имени В. А. Моцарта

Дания
- Биллунн (аэропорт)
- Каструп (аэропорт)

Франция
- Монпелье — Средиземноморье (аэропорт)
- Ницца Лазурный Берег (аэропорт)

Греция
- Иоаннис Даскалояннис (аэропорт)

Италия
- Неаполь (аэропорт)
- Пиза (аэропорт)

Испания
- Барселона — Эль-Прат
- Ла-Пальма (аэропорт)
- Малага — Коста-дель-Соль (аэропорт)
- Менорка (аэропорт)
- Пальма-де-Мальорка (аэропорт)
- Тенерифе-Северный

## Флот
| Тип самолёта   | Количество | Число мест | Примечание                       |
| Boeing 737-700 | 1          | 148        | Передан Transavia OY-TDZ         |
| Boeing 737-800 | 2          | 186        | Переданы Transavia OY-TDA OY-TDB |